# Nicolae Bălcescu (Constanța)
Nicolae Bălcescu is een Roemeense gemeente in het district Constanța.
Nicolae Bălcescu telt 5046 inwoners. Het dorp en de gemeente zijn genoemd naar Nicolae Bălcescu, een Roemeens historicus.
Eerder heette het dorp en de gemeente Danachioi.